# Приключение в полночь (фильм)
«Приключение в полночь» — болгарский художественный фильм, снятый в 1964 году режиссёром Антоном Мариновичем. Детективный фильм, в основе которого лежит одноимённая детективная повесть Андрея Гуляшки из цикла «Приключения Аввакума Захова».

## Сюжет
События фильма происходят в пограничном районе Болгарии Триграде, где неожиданно возникает эпидемия ящура у скота. Для борьбы с этой эпидемией из ГДР в этот район присылается уникальная вакцина, но по каким-то невыясненным причинам она не спасает скот от гибели. На основании этого государственные органы безопасности Болгарии поручают провести расследование собственному сотруднику майору Аввакуму Захову, так как считают возникшую эпидемию диверсией одной из иностранных разведок.
Во время расследования Захов, с помощью своего приятеля ветеринара Анастасия Букова, знакомится с сотрудниками Управления по борьбе с эпизоотиями. Выясняется, что кто-то из этих сотрудников целенаправленно портит вакцины. Под подозрением оказываются доктор Пётр Тошков и кладовщик Венцеслав Рашков, у которых имелся доступ к этим препаратам. Одновременно майор Захов влюбляется в секретаря Ирину Теофилову. Вскоре происходит отравление Рашкова.
Постепенно Захов распутывает нити преступления и выходит на подпольную шпионскую сеть. В неё входят директор Управления доктор Светозар Подгоров, диверсант в Триграде Ракит Колибаров и возлюбленная Захова — Ирина Теофилова. Теофилову шантажируют преступники и поэтому ей приходится участвовать в преступных действиях шпионов. Но она не выдерживает и кончает жизнь самоубийством. Преступники пойманы, но любимую уже не вернуть.

## В ролях
- Любомир Димитров — Аввакум Захов (советский дубляж — Феликс Яворский)
- Весела Радоева — Ирина Теофилова (советский дубляж — Антонина Кончакова)
- Найчо Петров — доктор Петр Тошков (советский дубляж — Виктор Файнлейб)
- Георги Черкелов — полковник Манов (советский дубляж — Артём Карапетян)
- Георги Попов — капитан Ковачев
- Емил Стефанов — доктор Светозар Подгоров
- Джоко Росич — Ахмед
- Валентин Русецкий — лейтенант Марков
- Иван Андонов — Венцеслав Рашков
- Димитр Панов — Кынчо Настев
- Никола Дадов — Ракип Колибаров
- Константин Димчев — Прокопий Альбертов
- Юрий Яковлев — лейтенант Георгиев
- Богдан Сырчаджиев — Славов

Фильм дублирован на киностудии имени Горького. Режиссёр дубляжа — Мария Сауц.

## Технические данные
- Производство: Бояна-фильм
- Художественный фильм, чёрно-белый, продолжительность 96 минут.